# Ulica Psie Budy we Wrocławiu

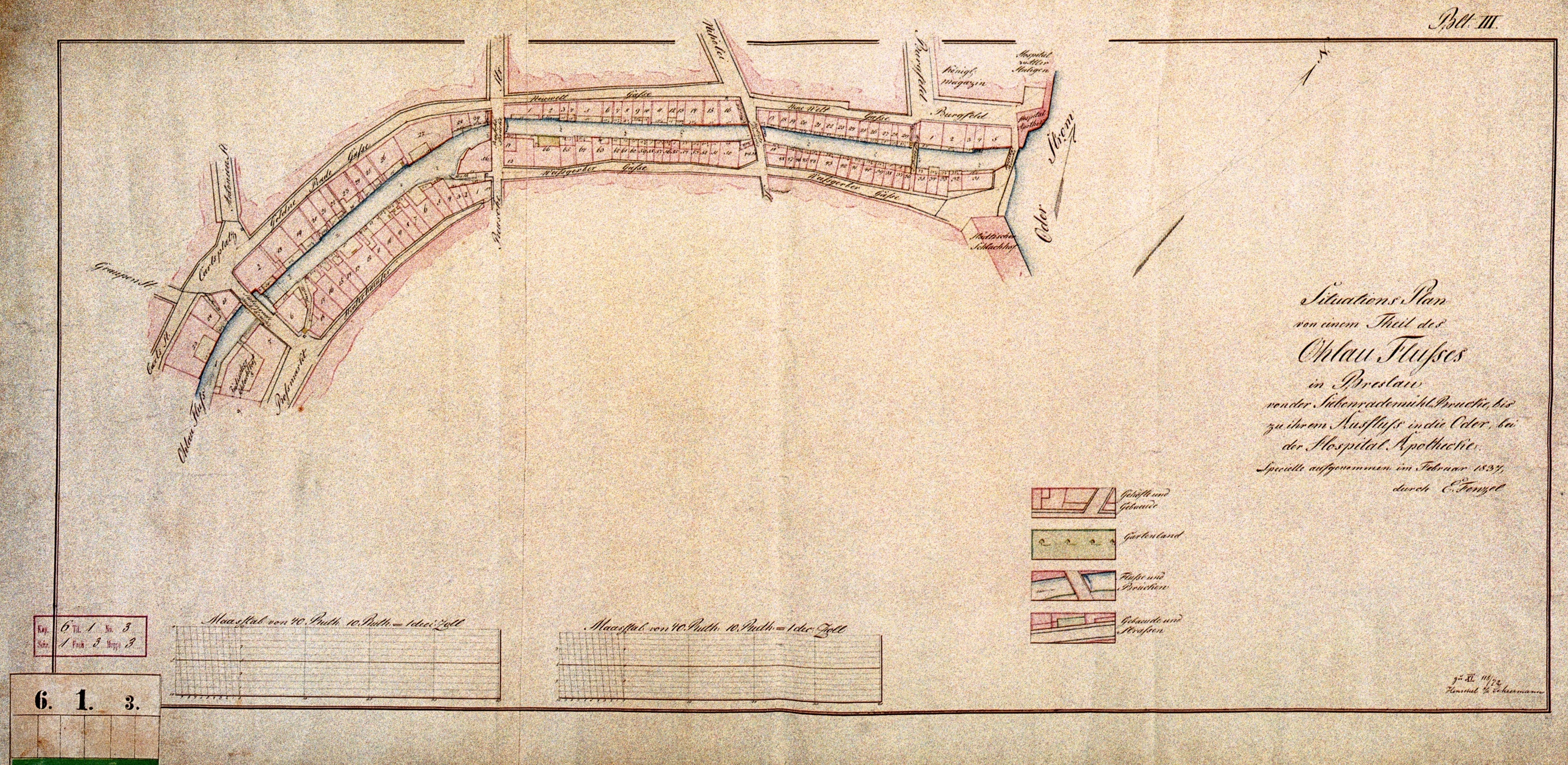
Hinterhäuser na mapie z 1837 (po lewej) przedstawiającej fragment Miejskiej Oławy

Ulica Psie Budy – ulica we Wrocławiu, na zachód od Placu Solnego, jeden z nielicznych zachowanych do dziś zaułków w ścisłym centrum Starego Miasta. Do 1945 roku nosiła niemiecką nazwę Krull Straße.
Równoległa do linii dawnej wewnętrznej fosy miejskiej (Czarnej Oławy; dziś przebiega po tej linii trasa W-Z) wytyczona w przestrzeni po zewnętrznej stronie pierwszych murów miejskich, między murem a fosą. Zaczynała się od Bramy Ruskiej (dziś skrzyżowanie z ul. Ruską) na północnym zachodzie, a kończyła Końskim Targiem (dzisiejsza ul. Szajnochy, dawniej Rosmarck, później Rossmarkt, będąca przedłużeniem Psich Bud) na południowym wschodzie. Pomiędzy Targiem Końskim a Psimi Budami od roku 1297 znajdował się Młyn Siedmiu Kół zlokalizowany na dzisiejszym pl. Bohaterów Getta, który dziś rozdziela obie ulice.
W 1394 zaułek określany był nazwą uff dem rosmarkte undir hunthewzern; później nosił miano Hundhäuser, Unterhäuser, wreszcie Hinterhäuser (odpowiednio "Psie", "Dolne" i wreszcie "Tylne Domy"). Już od 1382 potwierdzone jest istnienie drobnej zabudowy ("psich bud") w przestrzeni pomiędzy murem a fosą, niektóre z nich stanowiły oficyny posesji przy Placu Solnym oraz przy ul. Ruskiej, gdzie znajdowały się murowane renesansowe i gotyckie budynki. Zabudowa ta początkowo znajdowała się tylko przy północno-wschodniej pierzei zaułka; przylegająca do fosy pierzeja południowo-zachodnia pojawiła się dopiero w XV wieku.
Około roku 1911 patronem ulicy został J. G. Krull; ma ona około 140 metrów długości i dziś zachowały się kamienice tylko na pierzei od strony południowo-zachodniej, tj. tej, której zabudowa pojawiła się później.
Następujące kamienice przy ulicy wpisane są do rejestru zabytków województwa dolnośląskiego:
- kamienica z XVII w., ul. Psie Budy 5/6
- kamienica z XVII w., ul. Psie Budy 7/9
- kamienica z XVII w., ul. Psie Budy 8
- kamienica z XVII w., ul. Psie Budy 9
- Kamienica Pod Czarnym Kozłem z XVIII w., ul. Psie Budy 10[4]
- Kamienica Pod Złotą Kotwicą z XVIII w., ul. Psie Budy 11
- Kamienica Pod Czerwonym Jagniątkiem z XVII w., ul. Psie Budy 12/13[5]
- kamienica z XVI w., ul. Psie Budy 14/15